# Ankō
Ankō (jap.安康天皇, あんこうてんのう, Ankō-tennō), (2. godina cara Richūa - 9. dan 8. mjeseca 3. godine cara Ankōa /456.). Bio je 20. japanski car  prema tradicijskom brojanju.
Prije nego što je postao carem, nosio je ime Anaho.
Ne može se neki točni nadnevak pridijeliti njegovom vladanju, a konvencijski se uzima da je vladao od 453. do 456. godine., a prema japanskim izvorima, od 14. dana 12. mjeseca 42. godine cara Ingyōa do 9. dana 8. mjeseca 3. godine cara Ankōa.
Sin je cara Ingyōa. Anaho je imao četvero braće i četvero sestara. Od njegove braće Yūryaku je postao car. Prema Kojikiju i Nihon Shokiju, Anaho je bio drugi sin. Anahov stariji brat, carević Kinashi no Karu koji je bio prijestolonasljednik, bio je optužen za rodoskvrnu vezu sa sestrom, carevnom Karu no Ōiratsume, zbog čega je na dvoru izgubio prednost. Prema Kojikiju, nakon očeve smrti, Anaho se borio protiv Kinashija no Karua. Anaho je pobijedio i postao car Ankō. Prema Nihon Shokiju, brat Kinashi no Karu izgnan je još za očeva života.
Ankōv ondašnji naslov izgleda da nije bio tennō, jer većina povjesničara smatra da taj naslov nije uveden sve do vladavina cara Tenmua. Vjerojatnije je da je bio Sumeramikoto or Amenoshita Shiroshimesu Ōkimi (治天下大王), što u prijevodu na hrvatski znači "veliki kralj koji vlada pod nebesima." Kao drugi mogući naslov kojim ga se oslovljavalo jest "Veliki kralj Yamatoa."
Ankō je ubijen kad je carevao treću godinu. Ubio ga je Mayowa no Ōkimi (carević Mayowa), za osvetu jer su Mayowi smaknuli oca.
Pravo mjesto Ankōva groba nije poznato. Tradicijski ga se štuje u šintoističkom spomen-svetištu (misasagiju) kod Nare.
Uprava japanskog carskog dvora ovu lokaciju drži za Ingyōv mauzolej. Formalno je poznat kao Sugawara no Fushimi no nishi misasagi (恵我長野北陵), blizu Nare.

## Vanjske poveznice
- Prijevod Nihon Shokija na engleski  Arhivirana inačica izvorne stranice od 21. prosinca 2014. (Wayback Machine) - 13. svitak - carevi Ingyo i Anko  Arhivirana inačica izvorne stranice od 18. srpnja 2013. (Wayback Machine)